# Államok vezetőinek listája 1870-ben
Ezen az oldalon az 1870-ben fennálló államok vezetőinek névsora olvasható földrészek, majd országok szerinti bontásban.

## Európa
- Andorra (parlamentáris társhercegség)
  - Társhercegek
    - Francia társherceg – III. Napóleon francia császár (1852–1870), lista
    - Episzkopális társherceg – Josep Caixal i Estradé (1853–1879), lista
- Badeni Nagyhercegség (monarchia)
  - Uralkodó – I. Frigyes nagyherceg (1856–1907)
- Bajor Királyság (monarchia)
  - Uralkodó – II. Lajos király (1864–1886)
- Belgium (monarchia)
  - Uralkodó – II. Lipót király (1865–1909)
  - Kormányfő –
    1. Walthère Frère-Orban (1868–1870)
    2. Jules d’Anethan (1870–1871), lista
- Dánia (monarchia)
  - Uralkodó – IX. Keresztély király (1863–1906)
  - Kormányfő –
    1. Christian Emil Frijs (1865–1870)
    2. Ludvig Holstein-Holsteinborg (1870–1874), lista
- Egyesült Királyság (parlamentáris monarchia)
  - Uralkodó – Viktória Nagy-Britannia királynője (1837–1901)
  - Kormányfő – William Gladstone (1868–1874), lista
- Északnémet Szövetség (monarchia)
  - Uralkodó – I. Vilmos császár (1867–1871)
  - Kancellár – Otto von Bismarck (1867–1871), lista
- Franciaország (monarchia)
  - Államfő – III. Napóleon francia császár
  - Kormányfő –
    1. betöltetlen, Napóleon teljhatalma 1852–1870 között
    2. Émile Ollivier (1870)
    3. Charles Cousin-Montauban (1870)
    4. Louis Jules Trochu (1870–1871), lista
- Görögország (monarchia)
  - Uralkodó – I. György király (1863–1913)
  - Kormányfő –
    1. Thraszivúlosz Zaimisz (1869–1870)
    2. Epameinóndasz Delijórgisz (1870)
    3. Aléxandrosz Kumundúrosz (1870–1871), lista
- Hesseni Nagyhercegség (monarchia)
  - Uralkodó – III. Lajos nagyherceg (1848–1877)
- Hollandia (monarchia)
  - Uralkodó – III. Vilmos király (1849–1890)
  - Kormányfő – Pieter Philip van Bosse (1868–1871), lista
- Liechtenstein (parlamentáris monarchia)
  - Uralkodó – II. János herceg (1859–1929)
- Luxemburg (monarchia)
  - Uralkodó – III. Vilmos nagyherceg (1849–1890)
  - Kormányfő – Lambert Joseph Servais (1867–1875), lista
- Monaco (monarchia)
  - Uralkodó – III. Károly herceg (1856–1889)
- Montenegró (monarchia)
  - Uralkodó – I. Miklós király (1860–1918)
- Olasz Királyság (monarchia)
  - Uralkodó – II. Viktor Emánuel király (1861–1878)
  - Kormányfő – Giovanni Lanza (1869–1873), lista
- Orosz Birodalom (monarchia)
  - Uralkodó – II. Sándor cár (1855–1881)
- Osztrák–Magyar Monarchia (monarchia)
  - Uralkodó – I. Ferenc József király (1848–1916)
  - Kormányfő –
    - Osztrák Császárság –
      1. Eduard Taaffe (1868–1870)
      2. Ignaz von Plener (1870)
      3. Leopold Hasner von Artha (1870)
      4. Alfred Józef Potocki (1870–1871), lista

    - Magyar Királyság – Andrássy Gyula (1867–1871), lista
- Pápai állam (abszolút monarchia)
  - Uralkodó – IX. Piusz pápa (1846–1878)
- Portugália (monarchia)
  - Uralkodó – I. Népszerű Lajos király (1861–1889)
  - Kormányfő –
    1. Nuno José Severo de Mendonça Rolim de Moura Barreto (1869–1870)
    2. João Carlos Saldanha de Oliveira Daun (1870)
    3. Bernardo de Sá Nogueira de Figueiredo (1870)
    4. António José de Ávila (1870–1871), lista
- Román Királyság (monarchia)
  - Uralkodó – I. Károly király (1866–1914)
  - Kormányfő –
    1. Dimitrie Ghica (1869–1870)
    2. Alexandru G. Golescu (1870)
    3. Manolache Costache Epureanu (1870)
    4. Ion Ghica (1870–1871), lista
- San Marino (köztársaság)
  - San Marino régenskapitányai
- Spanyolország (monarchia)
  - Uralkodó – I. Amadé király (1870–1873)
  - Kormányfő –
    1. Juan Prim (1869–1870)
    2. Juan Bautista Topete (1870), ideiglenes, lista
- Svájc (konföderáció)
  - Szövetségi Tanács:[1]
  - Wilhelm Matthias Naeff (1848–1875), Melchior Josef Martin Knüsel (1855–1875), Jakob Dubs (1861–1872), elnök, Karl Schenk (1863–1895), Jean-Jacques Challet-Venel (1864–1872), Emil Welti (1866–1891), Paul Cérésole (1870–1875)
- Svédország (parlamentáris monarchia)
- Norvégia és Svédország perszonálunióban álltak.
  - Uralkodó – XV. Károly király (1859–1872)
- Szerb Fejedelemség (monarchia)
  - Uralkodó – I. Milán király (1868–1889)
  - Kormányfő – Radivoje Milojković (1869–1872), lista
- Württembergi Királyság (monarchia)
  - Uralkodó – Károly király (1864–1891)

## Afrika
- Asanti Birodalom (monarchia)
  - Uralkodó – Kofi Karikari (1868–1874)
- Benini Királyság (monarchia)
  - Uralkodó – Adolo király (1848–1888)
- Etiópia (monarchia)
  - Uralkodó – II. Tekle Gijorgisz császár (1868–1871)
- Kaffa Királyság (monarchia)
  - Uralkodó –
    1. Kaje Serocso császár (1854–1870)
    2. Gali Serocso császár (1870–1890)
- Kanói Emírség (monarchia)
  - Uralkodó – Abdullah (1855–1883)
- Libéria (köztársaság)
  - Államfő –
    1. James Spriggs-Payne (1868–1870)
    2. Edward James Roye (1870–1871), lista
- Marokkó (monarchia)
  - Uralkodó – IV. Mohammed szultán (1859–1873)
- Mohéli (Mwali) (monarchia)
  - Uralkodó – Mohamed bin Szaidi Hamadi Makadara király (1865–1874)
- Oranje Szabadállam (köztársaság)
  - Államfő – Jan Brand (1864–1888), lista
- Szokoto Kalifátus (monarchia)
  - Uralkodó – Ahmadu Rufai (1867–1873)
  - Kormányfő – Ibrahim Khalilu bin Abd al-Kadir (1859–1874) nagyvezír
- Szváziföld (monarchia)
  - Uralkodó – Tsandzile Ndwandwe régens királyné (1865–1875)
- Transvaal Köztársaság (köztársaság)
  - Államfő – Marthinus Wessel Pretorius (1864–1871), lista
- Vadai Birodalom
  - Uralkodó – Ali kolak (1858–1874)

## Dél-Amerika
- Argentína (köztársaság)
  - Államfő – Domingo Faustino Sarmiento (1868–1874), lista
- Bolívia (köztársaság)
  - Államfő – José Mariano (1864–1871), lista
- Brazil Császárság (monarchia)
  - Uralkodó – II. Péter császár (1831–1889)
- Chile (köztársaság)
  - Államfő – José Joaquín Pérez (1861–1871), lista
- Ecuador (köztársaság)
  - Államfő – Gabriel García Moreno (1869–1875), lista
- Kolumbia (köztársaság)
  - Államfő –
    1. Santos Gutiérrez (1868–1870)
    2. Eustorgio Salgar (1870–1872), lista
- Paraguay (köztársaság)
  - Államfő –
    1. Cirilo Antonio Rivarola (1869–1870)
    2. Facundo Machaín (1870), ideiglenes
    3. Cirilo Antonio Rivarola (1870–1871), lista
- Peru (köztársaság)
  - Államfő – José Balta (1868–1872), lista
- Uruguay (köztársaság)
  - Államfő – Lorenzo Batlle y Grau (1868–1872), lista
- Venezuela (köztársaság)
  - Államfő –
    1. José Ruperto Monagas (1869–1870)
    2. Guillermo Tell Villegas (1870)
    3. Antonio Guzmán Blanco (1870–1877), lista

## Észak- és Közép-Amerika
- Amerikai Egyesült Államok (köztársaság)
  - Államfő – Ulysses S. Grant (1869–1877), lista
- Costa Rica (köztársaság)
  - Államfő –
    1. Jesús Jiménez Zamora (1868–1870)
    2. Bruno Carranza Ramírez (1870)
    3. Tomás Guardia Gutiérrez (1870–1876), lista
- Dominikai Köztársaság (köztársaság)
  - Államfő – Buenaventura Báez (1868–1874), lista
- Salvador (köztársaság)
  - Államfő – Francisco Dueñas (1863–1871), lista
- Guatemala (köztársaság)
  - Államfő – Vicente Cerna Sandoval (1865–1871), lista
- Haiti (köztársaság)
  - Államfő – Jean-Nicolas Nissage Saget (1869–1874), lista
- Honduras (köztársaság)
  - Államfő – José Maria Medina (1864–1872), lista
- Kanada (parlamentáris monarchia)
  - Uralkodó – Viktória királynő (1837–1901)
  - Kormányfő – John A. Macdonald (1867–1873), lista
- Mexikó (köztársaság)
  - Államfő – Benito Juárez (1857–1872), lista
- Nicaragua (köztársaság)
  - Államfő – Fernando Guzmán Solórzano (1867–1871), lista

## Ázsia
- Aceh Szultánság (monarchia)
  - Uralkodó –
    1. Alauddin Ibrahim Mansur Syah (1857–1870)
    2. Alauddin Mahmud Syah II (1870–1874)
- Afganisztán (monarchia)
  - Uralkodó – Ser Ali Kán emír (1868–1879)
- Bhután (monarchia)
  - Uralkodó –
    1. Condul Pekar druk deszi (1867–1870)
    2. Dzsigme Namgyal druk deszi (1870–1873)
- Buhara
  - Uralkodó – Mozaffar al-Din kán (1860–1885)
- Dzsebel Sammar (monarchia)
  - Uralkodó – Muhammad bin Abdullah (1869–1897), Dzsebel Sammar emírje
- Csoszon (monarchia)
  - Uralkodó – Kodzsong király (1863–1897)
- Hiva
  - Uralkodó – II. Muhammad Rahím Bahadúr kán (1864–1910)
- Japán (császárság)
  - Uralkodó – Mucuhito császár (1867–1912)
- Kína
  - Uralkodó – Tung-cse császár (1861–1875)
- Maszkat és Omán (abszolút monarchia)
  - Uralkodó – Azzán szultán (1868–1871)
- Nepál (alkotmányos monarchia)
  - Uralkodó – Szurendra király (1847–1881)
  - Kormányfő – Dzsung Bahadur Rana (1857–1877), lista
- Oszmán Birodalom (monarchia)
  - Uralkodó – Abdul-Aziz szultán (1861–1876)
  - Kormányfő – Mehmed Emin Ali pasa (1867–1871), lista
- Perzsia (monarchia)
  - Uralkodó – Nászer ad-Din sah (1848–1896)
- Sziám (parlamentáris monarchia)
  - Uralkodó – Csulalongkorn király (1868–1910)

## Óceánia
- Tonga (monarchia)
  - Uralkodó – I. Tupou király (1845–1893)